# Emmersdorf an der Donau
Emmersdorf an der Donau là một thị xã thuộc huyện Melk trong bang Niederösterreich.